# Lateinisches Patriarchat von Äthiopien
Das Lateinische Patriarchat von Äthiopien war eine Teilkirche der Römisch-katholischen Kirche. Kanonisch errichtet wurde es 1555 von Papst Paul III. Alle päpstlich ernannten Patriarchen waren Jesuiten. Letzter Titelinhaber war Afonso Mendes († 1659).

## Geschichte
Nach dem Konzil von Chalcedon 451 kam es zum miaphysitischen Schisma. Timotheus Aelurus, Patriarch von Alexandria, exkommunizierte 457 die orthodoxen Patriarchen und den Papst in Rom. 535 wurde das Patriarchat geteilt in die Koptisch-orthodoxe Kirche, zu der die äthiopische Kirche gehörte, und das Griechisch-Orthodoxe Patriarchat von Alexandria. Die Bischöfe in Äthiopien wurden vom koptischen Patriarchen auf Ansuchen des äthiopischen Herrschers ernannt.
Die portugiesischen Entdeckungsreisen Ende des fünfzehnten Jahrhunderts ebneten den Weg für direkte Kontakte zwischen der Kirche in Rom und der äthiopisch-orthodoxen Ostkirche im Kaiserreich Abessinien.
Am 28. August 1439 sandte Papst Eugen IV. eine Botschaft zum äthiopischen Kaiser Zara Yaqob, in der er die Wiederherstellung der kirchlichen Einheit forderte. Er lud auch einige äthiopische Mönche zum Konzil von Florenz ein.
Am 7. Februar 1555 traf eine Gruppe jesuitischer Missionare in Äthiopien ein. Auf portugiesischen Wunsch hin errichtete Papst Paul III. 1555 ein Patriarchat und ernannte den Jesuiten João Nunes Barreto zum Patriarchen von Äthiopien und als Bischofskoadjutoren Andrés de Oviedo und Melchior Miguel Carneiro. Diese wurden mit acht weiteren Jesuitenmissionaren entsandt. Vom äthiopischen Kaiser wurde Unterstützung gegen die Muslime erwartet. Als diese Bedrohung schwand, wurde die Situation der Missionare schlechter. 1559 verbot Kaiser Minas das Predigen und sperrte die Missionare ein. Sein Nachfolger Sarsa Dengel ließ sie wieder frei. Nach dem Tod von Nunes Barreto 1562 folgte Oviedo als Patriarch. Weil die Vereinigung der äthiopischen Kirche mit der römischen nicht gelang, wollte Papst Pius VI. Oviedo abberufen. Da die Ausreise jedoch nicht möglich war, blieb Oviedo in Fremona und widmete sich dort einer kleinen katholischen Gemeinde. Er starb 1577 und Carneiro folgte ihm nach. Nach seinem Tod gab es zunächst keinen katholischen Patriarchen von Äthiopien mehr.
1603 kam Pedro Páez nach Fremona und konnte Kaiser Za Dengel zum römischen Katholizismus bekehren. Kaiser Sissinios erklärte 1621 den römischen Katholizismus zur Staatsreligion. Páez starb 1622 und mit Afonso Mendes wurde ein neuer Patriarch ernannt. Von 1625 bis 1628 wurde eine römisch-katholische Kathedrale erbaut.
Die römisch-katholischen Missionare tauften die Bevölkerung erneut, da sie die Taufe der äthiopischen Kirche nicht anerkannte. Die Priester und Kirchen wurden erneut geweiht. Der Ritus musste in lateinischer Sprache gefeiert werden. Teilweise wurden die Reliquien äthiopischer Heiliger ausgegraben und aus den Kirchen verbannt. Die Bevölkerung empfand das als Europäisierung und es kam zu einem Aufstand, bei dem 8000 Menschen starben. Kaiser Sissinios verbot 1632 die Zwangskonversionen und dankte zugunsten seines Sohnes Fasilides ab. Dieser stellte die äthiopisch-koptische Kirche wieder her und bat den koptischen Patriarchen um einen neuen Bischof. Die Jesuiten durften nur noch in Fremona wirken. Kaiser Fasilides vertrieb 1636 den Patriarchen und die europäischen Missionare, einschließlich Jerónimo Lobo, aus dem Land. Sein Assistent Apolinario de Almeidaer wurde mit zwei anderen Jesuiten ermordet. Alle römisch-katholischen Bücher wurden 1665 verbrannt. Die Missionare wurden des Landes verwiesen und Ausländer wurden im Land nicht mehr geduldet.

## Titelinhaber
- 1535–1545: Johannes Bermudes, Portugiese, Pseudo-Patriarch von Äthiopien
- 1555–1562: João Nunes Barreto SJ, Portugiese
- 1562–1577: Andrés de Oviedo SJ, Spanier, zuvor seit 1555 Koadjutorpatriarch und Titularerzbischof von Hierapolis in Phrygia
- 1577–1583: Melchior Miguel Carneiro Leitão SJ, Portugiese, zuvor seit 1555 Koadjutorpatriach und Titularbischof von Nicaea, auch Apostolischer Administrator von Macau (1576–1581)
- 1583–1622: Sedisvakanz
- 1622–1659: Afonso Mendes SJ, Portugiese

## Weitere Amtsinhaber
- 1622–1623: Didacus Secco SJ, Portugiese, Koadjutorpatriarch und Titularerzbischof von Nicaea
- 1623–1627: Giovanni de Rocha SJ, Portugiese, Koadjutorpatriarch und Titularerzbischof von Hierapolis
- 1627–1638: Apollinaris de Almeida SJ, Portugiese, Koadjutorpatriarch und Titularerzbischof von Nicaea
- 1645: Jacobus Wemmers OCarm, Niederländer, Apostolischer Vikar von Äthiopien und Titularbischof von Memphis
- 1649–1664: Francisco Suárez de Villegas OCarm, Portugiese, Apostolischer Vikar